# 村上清治

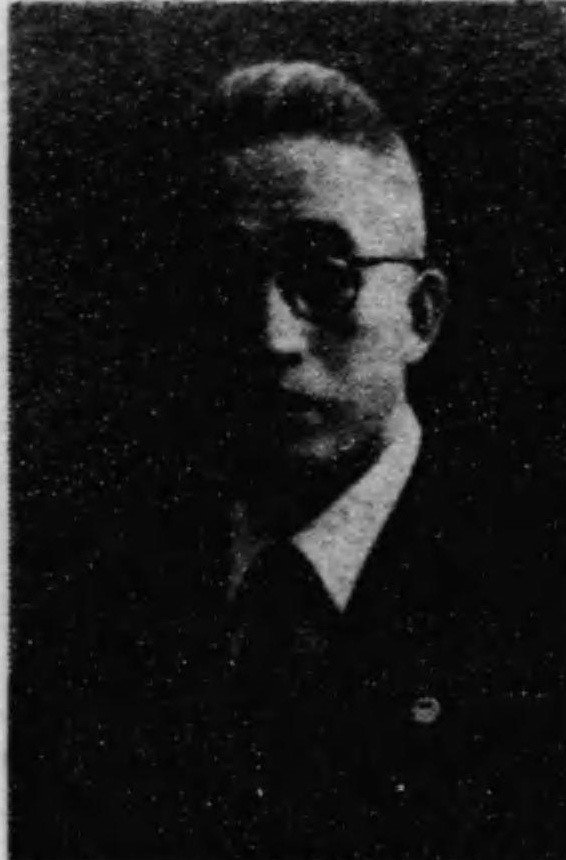
村上清治

村上 清治（むらかみ せいじ、1895年（明治28年）3月19日 - 1955年（昭和30年）10月13日）は、大正から昭和前期の農業経営者、政治家。衆議院議員、秋田県由利郡上郷村長。

## 経歴
秋田県由利郡上郷村横岡（象潟町を経て現にかほ市）で、素封家の家に生まれる。秋田中学校（現秋田県立秋田高等学校）を経て、1916年（大正5年）東北帝国大学農科大学農学実科（現北海道大学農学部）を卒業。農業に従事した。
不動建物取締役社長、上郷村農業会長、同農会評議員、同信用組合理事、同森林組合長、上郷文化協会長、由利郡農業会長会副会長、象潟上郷上浜信用購買販売利用組合監事などを務めた。
政界では、上郷村会議員（3期）、秋田県会議員（1期）、上郷村長、由利郡仁賀保町村長会長、秋田県町村長会評議員などを務めた。1947年（昭和22年）4月の第23回衆議院議員総選挙に秋田県第2区から日本自由党公認で出馬して当選。1949年（昭和24年）1月の第24回総選挙で民主自由党公認で出馬して再選され、衆議院議員に連続2期在任した。この間、民主自由党政調会庶務部長、同幹事などを務めた。その後、第25回総選挙に立候補したが落選した。